# Irene de Atenas
Irene de Atenas (em grego: Ειρήνη η Αθηναία)  ou Irene Sarantapecina (em grego: Ειρήνη Σαρανταπήχαινα; c. 752 – 9 de agosto de 803), foi uma imperatriz bizantina que reinou entre 797 e 802. Antes de se tornar imperatriz reinante, Irene foi imperatriz consorte entre 775 e 780 e regente (viúva do imperador falecido) entre 780 e 797. Frequentemente se alega que ela se auto-intitulava basileu (βασιλεύς - "imperador"). Na realidade, ela normalmente se referia a si mesma como basilissa (βασίλισσα - "imperatriz"), embora haja de fato ocorrências da utilização do primeiro termo por ela em pelo menos três exemplos.

## Primeiros anos e ascensão

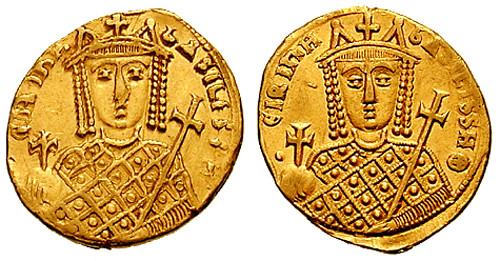
Soldo em ouro de Irene.

Irene nasceu numa família grega nobre de Atenas chamada Sarantapeco. Mesmo sendo órfã, seu tio, Constantino Sarantapeco, era um patrício e, possivelmente, um estratego do Tema da Hélade (parte da Grécia). Ela foi levada para Constantinopla pelo imperador bizantino Constantino V em 1 de novembro de 769 e foi dada em casamento ao seu filho Leão IV, o Cazar em 17 de dezembro. Apesar de Irene aparentemente vir de uma família nobre, não há razão clara para ela ter sido escolhida como noiva de Leão, o que levou alguns especialistas a especularem que ela teria sido escolhida numa "parada de noivas", na qual mulheres elegíveis desfilavam perante o noivo até que uma delas fosse finalmente escolhida.
Em 14 de janeiro de 771, Irene deu à luz um filho, o futuro Constantino VI. Quando Constantino V morreu, em setembro de 775, Leão deveria sucedê-lo ao trono, com a idade de vinte e cinco anos. Leão, embora fosse um iconoclasta, seguiu inicialmente uma política de moderação em relação aos iconódulos, o que mudou em agosto de 780, quando diversos cortesãos foram punidos por venerarem ícones. De acordo com a tradição, ele descobriu ícones escondidos entre as coisas de Irene e se recusou a dividir o leito marital com ela daí em diante. De qualquer maneira, quando Leão morreu, em 8 de setembro de 780, Irene se tornou a regente do filho de nove anos de ambos, Constantino.
Quase imediatamente ela foi confrontada com uma conspiração que deveria elevar ao trono o césar Nicéforo, um meio irmão de Leão IV. Para enfrentar o desafio, ela forçou que Nicéforo e seus co-conspiradores fossem ordenados sacerdotes, algo que os desqualificava para o trono, e ordenou-lhes que realizassem Eucaristia do Natal.
Ainda em 781, Irene iniciou uma aproximação com a dinastia carolíngia e com o papado. Ela negociou um casamento entre o filho dela e Rotrude, uma filha de Carlos Magno pela sua terceira esposa Hildegarda. Irene chegou até a enviar um emissário para instruir a princesa franca no grego. Porém, a própria Irene desfez o acordo em 787, contra a vontade do filho.
O próximo desafio de Irene foi subjugar uma revolta liderada por Elpídio, o estratego da Sicília, cuja família foi torturada e presa ao mesmo tempo que uma frota derrotava suas forças. Elpídio fugiu para África, onde ele desertou para o lado dos abássidas. Após o sucesso do general de Constantino V, Miguel Lacanodraco, que conseguiu repelir um ataque árabe às fronteiras orientais, um gigantesco exército sob o comando de Harune Arraxide invadiu a Anatólia no verão de 782. O estratego do Tema Bucelário, Tazates, desertou também para os árabes e Irene teve concordar em pagar um tributo anual de 70 mil (ou 90 mil) dinares por uma trégua de três anos, além de ceder 10 000 vestes de seda, além de provisionar o inimigo com guias, provisões e acesso aos mercados locais durante a retirada do exército.

## Imperatriz e o final da controvérsia iconoclasta
O mais notável ato de Irene foi a restauração da veneração dos ícones. Tendo conseguido a eleição do patriarca Tarásio, um de seus partidários, em 784, ela convocou dois concílios da igreja. O primeiro deles, realizado em 786 na capital imperial, foi frustrado pela oposição dos soldados do exército. O segundo, reunido em Niceia em 787, finalmente conseguiu retomar a veneração e reuniu novamente a Igreja Ortodoxa com a Igreja de Roma.

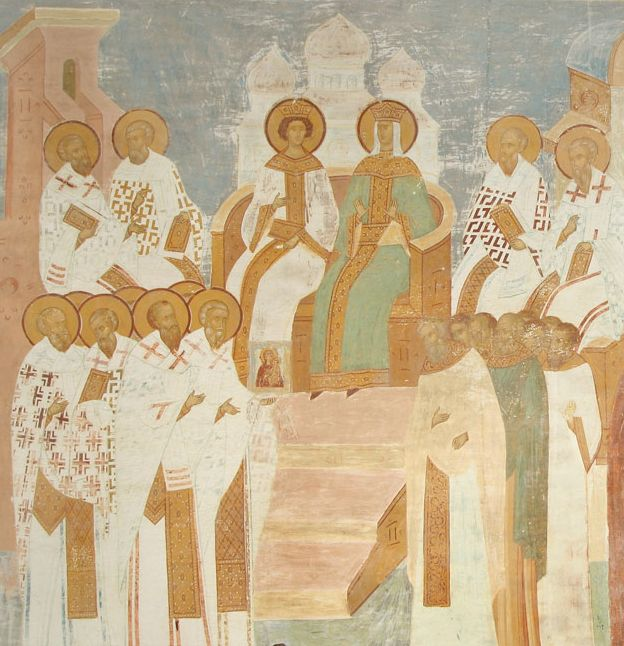
Irene e o filho, Constantino VI no Segundo Concílio de Niceia (787).

Se por um lado a relação com o papado melhorou, a restauração não evitou a irrupção de uma guerra contra os francos, que tomaram a Ístria e o Benevento em 788. Apesar destes revezes, os esforços militares de Irene também tiveram alguns sucessos: em 782, seu cortesão favorito, o eunuco Estaurácio subjugou os eslavos dos Bálcãs e consolidou o processo de expansão bizantina e re-helenização da região. Mesmo assim, Irene era constantemente atacada pelos árabes e, em 782 e 798, teve que aceitar os termos dos califas Almadi e Harune Arraxide.
Conforme Constantino se aproximava da maioridade, ele começou a se incomodar com os pendores autocráticos da mãe. Uma tentativa de se livrar à força de sua influência foi esmagada pela imperatriz, que exigiu que os juramentos de fidelidade fossem a partir daí feitos apenas no nome dela. O descontentamento que esta decisão foi crescendo até que, em 790, surgiu na forma de uma rebelião aberta de soldados - principalmente armeníacos - formalmente declararam Constantino como único imperador.
Uma vaga aparência de amizade se manteve entre Constantino e Irene, cujo título de imperatriz foi confirmado em 792, enquanto as facções rivais se mantinham com Irene, através hábeis intrigas com bispos e cortesãos, organizava uma poderosa conspiração em seu favor. Constantino só poderia conseguir ajuda nas províncias, mas mesmo lá membros da conspiração estavam a toda volta. Depois de perder todo o apoio por causa de seu divórcio de Maria de Âmnia para se casar com Teódota, considerado ilegal por iconódulos e iconoclastas (a chamada "controvérsia moequiana"), Constantino foi capturado por seus próprios servos na costa asiática do Bósforo e levado de volta ao palácio em Constantinopla, onde teve seus olhos arrancados e terminou morrendo dos ferimentos dias depois (ou dez anos depois, dependendo da fonte). 
Embora se alegue frequentemente que Irene, já imperatriz, se auto-intitulasse basileu (βασιλεύς - "imperador") ao invés de basilissa (βασίλισσα - "imperatriz"), na realidade há apenas três exemplos onde se sabe que ela o tenha feito: dois documentos legais no qual ela assinou como "Imperador dos Romanos" e uma moeda de ouro encontrada na Sicília e que traz o título de basileu. Em relação a esta última, as letras são de baixa qualidade e a atribuição de Irene é, portanto, problemática. Em todos os demais documentos, moedas e selas, o termo utilizado foi basilissa.

## Legado
Irene reinou por cinco anos, entre 797 e 802. O papa Leão III, que precisava de ajuda contra seus próprios inimigos em Roma e que via o trono do imperador bizantino como vago (sem um ocupante do sexo masculino), coroou Carlos Magno como imperador do ocidente em 800. O ato foi visto como um insulto no Império Bizantino. Mesmo assim, acredita-se que Irene tenha tentado negociar um casamento entre ela e Carlos Magno, porém, de acordo com Teófanes, o Confessor, o único a mencionar esse fato, o esquema foi frustrado por um tal Aécio, um favorito de Irene.
Em 802, os patrícios conspiraram contra Irene e colocaram no trono Nicéforo I, o Logóteta, o ministro das finanças (logóteta geral). Irene foi exilada para Lesbos e forçada a se sustentar fiando. Ela morreu no ano seguinte.
Seu zelo em restaurar os ícones e os mosteiros (focos iconódulos) fez com que Teodoro, o Estudita a tomasse como santa da Igreja Ortodoxa, mas ela não chegou a ser canonizada. Alegações sobre o tema geralmente surgem nas fontes ocidentais e não são sustentadas pelo Menaion (o livro litúrgico de santos da Igreja Ortodoxa), a "Vida dos Santos" de Nicodemos da Montanha Sagrada ou qualquer outro livro ortodoxo sobre o assunto.

## Família
De seu casamento com o imperador Leão IV, o Cazar, Irene teve seu único filho Constantino VI, a quem ela sucedeu ao trono. Uma parenta de Irene, Teófano foi escolhida em 807 por Nicéforo I, o Logóteta como noiva de seu filho e herdeiro Estaurácio. Uma outra parenta, cujo nome não sabemos, se casou com o líder búlgaro Telerigue em 776. Ela também teve um sobrinho.